# Francisco Lojacono
Francisco Ramón Lojacono (Buenos Aires, 1935. december 11. – Palombara Sabina, 2002. szeptember 19.) argentin származású olasz válogatott labdarúgó, középpályás, edző.

## Pályafutása

### Klubcsapatokban
Lojacono labdarúgó-pályafutását az argentin San Lorenzo csapatánál kezdte el. 1956-ban Olaszországba szerződött a Vicenza Calcio csapatához. 1957 és 1964 között 109 olasz élvonalbeli mérkőzésen lépett pályára a Fiorentina csapatában; kölcsönben 1960 és 1963 között az AS Roma csapatát erősítette. Az 1964–65-ös idényben az élvonalbeli Sampdoria csapatában futballozott. Pályafutása végén szerepelt még az alacsonyabb osztályú Alessandria és Legnano csapataiban is. Pályafutását 1972-ben korábbi csapatánál, az argentin Club de Gimnasia y Esgrima La Plata csapatánál fejezte be.

### A válogatottban
Lojacono pályafutása során két különböző válogatottban is pályára lépett; 1956-ban az argentin labdarúgó-válogatott tagjaként bronzérmet szerzett a Copa Américan, 1959 és 1961 között pedig nyolc mérkzésen öt gólt szerzett az olasz labdarúgó-válogatottban.

### Edzőként
Lojacono visszavonulása után edzőként számos alacsonyabb osztályú olasz csapatot irányított.

## Sikerei, díjai
Argentína
- Copa América
  - 3.: 1956, Uruguay